# Chaetodontoplus dimidiatus
Chaetodontoplus dimidiatus är en fiskart som först beskrevs av Bleeker, 1860.  Chaetodontoplus dimidiatus ingår i släktet Chaetodontoplus och familjen Pomacanthidae. IUCN kategoriserar arten globalt som livskraftig. Inga underarter finns listade i Catalogue of Life.